# Christopher Zanella

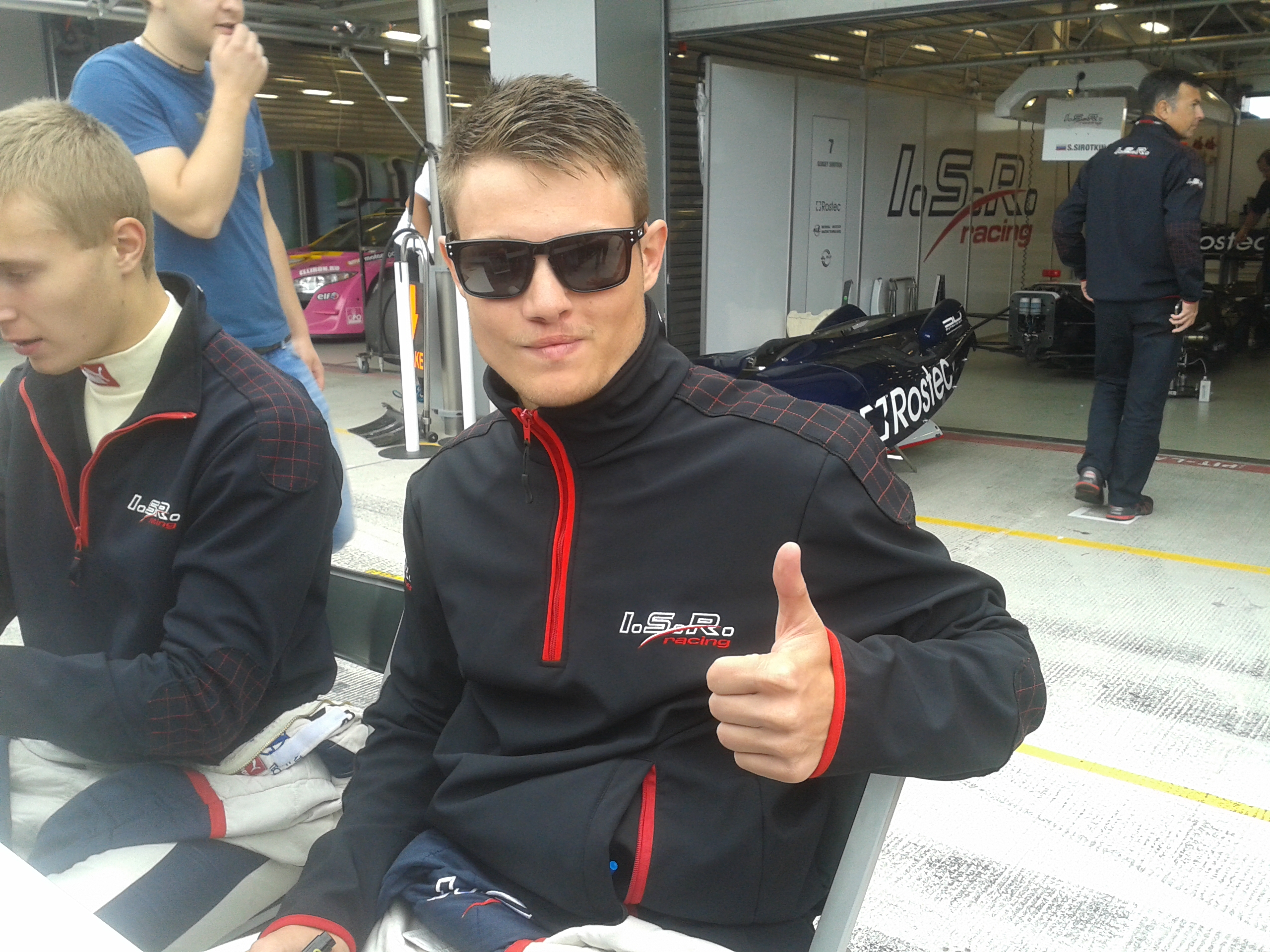
Zanella in 2013

Christopher Zanella (Waldshut-Tiengen, Duitsland, 21 oktober 1989) is een Zwitsers autocoureur.

## Carrière

### Formule Renault en Formule 3
Zanella begon zijn carrière in het formuleracing in 2007 in de Zwitserse Formule Renault 2.0, die hij in 2008 won. Later nam hij ook deel aan de Eurocup Formule Renault 2.0 en de Formule 3 Euroseries.

### Formule 2
Op 1 april 2011 werd bekend dat Zanella in 2011 in de Formule 2 zal gaan rijden. Hij begon het jaar goed met een dubbele overwinning op Magny-Cours, waarna hij het kampioenschap leidde. Hij eindigde uiteindelijk op gepaste afstand van kampioen Mirko Bortolotti als tweede.
In 2012 bleef Zanella in de Formule 2 rijden. Ook dit jaar behaalde hij twee overwinningen op de Nürburgring en het Autodromo Nazionale Monza. Hij eindigde als derde in het kampioenschap achter Luciano Bacheta en Mathéo Tuscher.

### Formule Renault 3.5
Op 19 maart 2013 werd bekend dat Zanella, na het stoppen van de Formule 2, aan de slag gaat in de Formule Renault 3.5 Series bij het team ISR, waarbij hij naast Sergej Sirotkin rijdt.